# アイルック空港
アイルック空港（アイルックくうこう）は、マーシャル諸島アイルック環礁にある、公共用の空港。国際航空運送協会（IATA）のlocation identifierはAIMが割り当てられている。

## 就航路線
| 航空会社           | 就航地   |
| ------------------ | -------- |
| マーシャル諸島航空 | メジット |